# The Flash of an Emerald
The Flash of an Emerald è un film muto del 1915 diretto da Albert Capellani e basato sull'omonima storia di E. M. Ingleton pubblicata su Smart Set.

## Produzione
Il film fu prodotto dalla World Film.

## Distribuzione
Distribuito dalla World Film, il film uscì nelle sale cinematografiche statunitensi il 27 settembre 1915. In Ungheria, fu distribuito con il titolo Királytigris III - (A frakkos haramia) il 29 gennaio 1917.